# A rejtély epizódjainak listája
Ez a lap A rejtély című amerikai sci-fi sorozat epizódjainak listáját tartalmazza. Amerikában a FOX vetítette, 2008. szeptember 9-én debütált. A sci-fi sorozat öt évadot élt meg, megalkotásában közreműködött J. J. Abrams, Alex Kurtzman és Roberto Orci.

## Évados áttekintés
| Évad | Évad | Rész | Eredeti sugárzád | Eredeti sugárzád | DVD megjelenés (Magyarország) |
| Évad | Évad | Rész | Első sugárzás    | Utolsó sugárzás  | DVD megjelenés (Magyarország) |
| ---- | ---- | ---- | ---------------- | ---------------- | ----------------------------- |
|      | 1    | 20   | 2008.09.09.      | 2009.05.12.      | 2010.03.22.                   |
|      | 2    | 23   | 2009.09.17       | 2010.05.20.      | 2011.03.30.                   |
|      | 3    | 22   | 2010.09.23.      | 2011.05.06.      |                               |
|      | 4    | 22   | 2011.09.23.      | 2012.05.11.      |                               |
|      | 5    | 13   | 2012.09.28.      | 2013.01.18.      |                               |

## Első évad: 2008-2009
| Ep# | Cím                                   | Magyar cím      | Író(k)                                                                          | Rendező                                                 | Adásba került        | Néző USA(millió) |
| --- | ------------------------------------- | --------------- | ------------------------------------------------------------------------------- | ------------------------------------------------------- | -------------------- | ---------------- |
| 1 | „Pilot”                               | A kezdet        | J. J. Abrams, Alex Kurtzman, Roberto Orci                                       | Alex Graves                                             | 2008. szeptember 9.  | 9,13             |
| Egy repülőgépen az összes utas meghal, pedig a robotpilóta a gépet épségben lehozza Boston repterén. Biológiai terrorizmusra gyanakszanak. A helyszínre érkező Olivia Dunham fiatal FBI-ügynöknő társa is megbetegszik, Olivia pedig mindent megtesz, hogy megmentse. Nyomozásba kezd, és így jut el dr. Walter Bishophoz, egy zseniális, de elmegyógyintézetben élő tudóshoz, aki segíthet Olivia társán. Mivel csak családtag látogathatja a tudóst, ezért felkutatják annak fiát, Peter Bishopot. Mivel Olivia társa épp kómában van, természetesen az apjától örökölt szuper aggyal megáldott Peter Bishoppal nyomoz tovább, és már az első, dupla epizódban rájönnek, hogy a gépen történt furcsa események csak a jéghegy csúcsát jelentik, egy óriási összeesküvés fenyegeti a világot. |                                       |                 |                                                                                 |                                                         |                      |                  |
| 2 | „The Same Old Story”                  | Régi ügy        | Jeff Pinkner, J. J. Abrams, Alex Kurtzman, Roberto Orci                         | Paul Edwards                                            | 2008. szeptember 16. | 13,27            |
| A Bromley kórházban történt fura eset kivizsgálására küldik az FBI különleges csapatát. Éjfél után 17 perccel egy nőt találtak a kórház előtt, akinél megindult a szülés. Összeesett, és erős alhasi fájdalmai voltak. 2:24-kor, kevesebb, mint 2 perccel azután, hogy halottnak nyilvánították, a nő anya lett. A babát sikerült megmenteni, de az újszülött látványa megrázó volt. Üvöltött a fájdalomtól. Betették egy mózeskosárba, amikor át akarták szállítani az intenzív osztályra, akkor fedezték fel, hogy valami gond van. Növekedni kezdett a szemük láttára. Körülbelül fél óráig volt életben. Majd természetes halált halt. Rájöttek, hogy a gyerek nem csak növekszik, hanem öregszik is. A csapat feladata ezúttal megtalálni egy olyan sorozatgyilkost, aki elveszi mások agyalapi mirigyeit, hogy a segítségével fiatal maradjon. |                                       |                 |                                                                                 |                                                         |                      |                  |
| 3 | „The Ghost Network”                   | Új hullámokon   | David H. Goodman, J.R. Orci                                                     | Fred Toye                                               | 2008. szeptember 23. | 9,42             |
| A különleges csoportot egy újabb eseményhez riasztják. Egy busztragédia következett be reggel 8:14-kor. A csúcsforgalom idején. Az első jelentések vegyi támadásról szóltak. Hasonlóra gyanakodtak, mint ami 1995-ben történt a tokiói Sarin metróban. Kihívták a Járványügyi Hivatalt, akik megerősítették, hogy nem biológiai támadás történt. Semmi jel nem mutatott erre. A csapat hamarosan átszállítsa ezt a buszt egy biztosított területre, majd megkezdi a nyomozást. Képbe kerül egy fiatalember is, Roy McComb aki azt álltja, hogy látomásai vannak az eseményekről még mielőtt megtörténnek. Walt kideríti, Ray képes arra, hogy az agyával rákapcsolódjon valakinek a telefonos hálózatára, majd lefordítsa az érzékelt jeleket. Az egyik nő, aki meghalt a buszon, a Kábítószerügyi Hatóságnak dolgozott. Volt nála egy táska, amit elloptak. Kiderül, hogy beépített ügynökként tevékenykedett, viszont az összekötője, Grant Davidson sem maradhat ki az ügyből.                                |                                       |                 |                                                                                 |                                                         |                      |                  |
| 4 | „The Arrival”                         | Az érkezés      | J. J. Abrams, Jeff Pinkner                                                      | Paul Edwards                                            | 2008. szeptember 30. | 9,91             |
| Egy rejtélyes henger kerül felszínre a Föld alól New York Cityben, úgyhogy Broyles megbízza Olíviát, Dr. Bishop-ot és Petert, hogy vizsgálja a tárgy jelentőségét. Mindazonáltal mások is próbálnak a tárgy közelébe férkőzni. Köztük egy férfi, akit Observerként ismernek. Bishop elrejti a hengert a csapat elől, hogy miért teszi, az a mostani részből kiderül. Olivia pedig váratlan találkozásban részesül, hiszen egy nemrég elvesztett ismerős bukkan fel a lakásában. |                                       |                 |                                                                                 |                                                         |                      |                  |
| 5 | „Power Hungry”                        | Áramütés        | Jason Cahill, Julia Cho                                                         | Christopher Misiano                                     | 2008. október 14.    | 9,16             |
| A csapat egy fura liftbaleset helyszínére vonul ki, hogy rájöjjenek milyen energialökés hatására zuhant le a személyszállító, és ki áll a tragédia hátterében. Kiderül, hogy az emberekkel hőelektromos sérülés végzett és már meghaltak, mielőtt a lift becsapódott volna. Olivia nem tudja kizárni véglegesen az életéből John Scottot. Dr. Walter Bishop elméletének hála hamarosan a nyomára bukkannak annak a férfinak, aki az ügy mögött áll. |                                       |                 |                                                                                 |                                                         |                      |                  |
| 6 | „The Cure”                            | Az ellenszer    | Felicia D. Henderson, Brad Caleb Kane                                           | Bill Eagles                                             | 2008. október 21.    | 8,91             |
| Egy nő, akit egy ritka betegséggel diagnosztizáltak, eltűnik a kórházból és Massachusettsben bukkan fel ismét, miközben halálos sugárzást bocsát ki. A lány halála után az FBI különleges nyomozócsoportja kideríti, hogy a nő a Bellini-féle limokémában szenvedett, de hamarosan gyógyulni kezdett a halálos betegségből. Hamarosan egy másik beteg is eltűnik a massachusettsi Actonból. Néhány beteg, akiknek nem volt gyógymód, időzített radioaktív tablettákat kezdett el szedni. Viszont David Esterbrook, aki az Intrepus gyógyszerkutatási részlegét vezeti, ezeken a betegeken kezdett el kísérletezni, aminek nem várt következményei lettek. Esterbrook a felelős az erőteljes kongresszusi lobbikampányért, amivel elérte, hogy az Intrepus kiterjeszthesse az erősen vitatott kutatásainak körét. Mint például: A szülés előtti génterápia, ember-állat hibrid kutatás, vagy a biológiai hadviselés.                                                                                              |                                       |                 |                                                                                 |                                                         |                      |                  |
| 7 | „In Which We Meet Mr. Jones”          | Mr. Jones       | J. J. Abrams, Jeff Pinkner                                                      | Brad Anderson                                           | 2008. november 11.   | 8,61             |
| Minden másodperc számít mikor egy furcsa, majdnem-túlvilágias élősködő titokzatos körülmények közt rátapad egy haldokló FBI-ügynök belső szerveihez. Az esetet a mintával hozzák összefüggésbe. Dunham elutazik Németországba, hogy találkozzon egy bebörtönözött emberrel, aki felfedi egy sokkal nagyobb fenyegetés zavarba ejtő részleteit. Időközben Peter és Walter megpróbálnak segíteni Oliviának. |                                       |                 |                                                                                 |                                                         |                      |                  |
| 8 | „The Equation”                        | Eltűntek        | Gwyneth Horder-Payton                                                           | J.R. Orci, David H. Goodman                             | 2008. november 18.   | 9,18             |
| A connecticuti Middletownban egy fiatal zenei tehetséget elrabolnak. A kisfiú neve Ben Stockton. Az apa elmondása szerint egy iskolai ünnepségről tartottak hazafelé előző este, amikor észrevett egy nőt, akinek lerobbant az autója. Állítása szerint, amikor megvizsgálta a hölgy autóját, történt valami. Azt mondta, hogy olyan volt, mintha ugrott volna az időben. Csak egy sorozatosan villogó piros-zöld fényt látott a motorházban, majd a fia és a nő, az autójával együtt hirtelen eltűnt. A vallomásában kihangsúlyozta, hogy nem vesztette el az eszméletét. Broyles szerint nem ez az első alkalom, hogy ilyen történt. Az utóbbi 10 évben eltűnt személyek aktájából kiderül, minden esetben a szemtanúk ugyanarról a nőről adtak leírást. De akármit is tettek velük korábban, megőrültek tőle. Walter ezt az esetet, egy korábbi történéssel kapcsolja össze, amit a St. Claire elmegyógyintézetben hallott. A férfi visszamegy a St. Claire-be, hogy információt szerezzen az egyik betegtől. |                                       |                 |                                                                                 |                                                         |                      |                  |
| 9 | „The Dreamscape”                      | Álomcsapda      | Fred Toye                                                                       | Zack Whedon, Julia Cho                                  | 2008. november 25.   | 7,7              |
| Egy Massive Dynamic alkalmazott, az képzeli, hogy megtámadják a lepkék. A férfi, (Ptolemy Slocum) hogy elmeneküljön előlük, kiugrik az ablakon. Olivia csapatát bízzák meg, hogy vizsgálja meg a fura balesetet. Dunham meg nem magyarázott együttműködése Agent Scott-tal (Mark Valley) az ügyben látható előrehaladáshoz vezet, de a nő kétségbeesésében váratlan lépésre szánja el magát, hogy megszabadítsa a tudatát Scott-tól. Visszamegy a tartályba. Peter kapcsolatba lép volt barátnőjével, de a dolgok nem úgy alakulnak, ahogy ő azt várta. |                                       |                 |                                                                                 |                                                         |                      |                  |
| 10 | „Safe”                                | Széf            | Michael Zinberg                                                                 | David H. Goodman, Jason Cahill                          | 2008. december 2.    | 8,69             |
| Egy sorozatos bankrablás veszi kezdetét. Rejtélyes módon minden pénzintézetből csak egyetlen széfet visznek el. Nem is lenne megemlítésre való, de az egyik esetet követően a különleges nyomozócsoport szembetalálja magát egy furcsa esettel. A bank falában megtalálják az egyik elkövetőt. Walter rájön, hogy a tolvajok találtak egy módot arra, hogy ellenszegüljenek a fizika törvényének. Peter rájön, hogy a Fibonacci számsorozat a megoldás, amit apja mormol minden éjjel. Hamarosan ki is derül, hogy az ellopott széfekben Walter időgépének gondosan elrejtett részei voltak. A börtönben raboskodó Jones a szerkezet segítségével kijut a börtönből, és elraboltatja Oliviát. |                                       |                 |                                                                                 |                                                         |                      |                  |
| 11 | „Bound”                               | Kettős ügynök   | Fred Toye                                                                       | Jeff Pinkner, J. J. Abrams, Alex Kurtzman, Roberto Orci | 2009. január 20.     | 11,962           |
| Olivia megszökik a fogságból, de nem nyomozhat a saját ügyében, mert az általa korábban nemi erőszakkal vádolt Harris, a belső ügyosztály vezetője letiltja az ügyről. Közben két tudóst is megölnek az influenza vírus óriási mutációjával. A nyomozások során Olivia rájön, hogy valaki kettős ügynök a cégnél, és egy véletlen folytán fel is ismeri az elrablói közül közvetlen munkatársát, Loeböt, aki feleségére bízza Olivia likvidálását. |                                       |                 |                                                                                 |                                                         |                      |                  |
| 12 | „The No-Brainer”                      | Hipnózisban     | David H. Goodman & Brad Caleb Kane                                              | John Polson                                             | 2009. január 27.     | 11,619           |
| Valaki egy számítógépes program segítségével öl embereket. Az esetre még Walter sem tud igazán magyarázatot, csak annyit, hogy valamiféle hipnózis hatására, akik ezt a programot, illetve képek sorozatát megnézik, meghalnak. Méghozzá úgy, hogy az agyuk elfolyik. Olivia a nyomozás során megtalálja a kapcsolatot az áldozatok között és rájön, hogy mind olyan emberek, akik életük során megbántották Brian Dempsey-t. A férfit, aki programozóként ténykedett jó néhány évig egy cégnél, ahonnan kirúgták, majd a felesége is elhagyta, és most azokon az embereken áll bosszút, akiket szerinte ezért terhel a felelősség. |                                       |                 |                                                                                 |                                                         |                      |                  |
| 13 | „The Transformation”                  | Az átalakulás   | Zack Whedon & J.R. Orci                                                         | Brad Anderson                                           | 2009. február 3.     | 12,780           |
| Lezuhan egy utasokkal teli repülőgép. Az áldozatok között felismerhetetlen, állatszerű tetemet találnak. Mint kiderül, vírus fertőzte meg a férfit, ami fokozott izgalom hatására szörnyeteggé változtatta, hogy elpusztítson maga körül mindent. Olivia emlékéből az ügy kapcsán újabb képek villannak elő. John által ismerősnek találja a férfit, akit megmérgeztek. Így hamar ráakad annak üzlettársára is, akit egy alku folytán rávesz, hogy működjön együtt. |                                       |                 |                                                                                 |                                                         |                      |                  |
| 14 | „Ability”                             | Duplacsavar     | David H. Goodman (forgatókönyv) Glen Whitman és Robert Chiappetta (történet)    | Norberto Barba                                          | 2009, február 10.    | 11.867           |
| Miután David Jones megszökött a börtönből Walter rejtélyes gépének segítségével, rögtön halálesetekkel hívja fel magára a figyelmet Bostonban. Mígnem egy nap besétál az FBI-hoz és feladja magát. De csak Oliviával hajlandó beszélni, akit egy furcsa feladattal bíz meg: egy teszt elvégzésével, melynek segítségével később a nő hatástalanítani tudna egy bombát. |                                       |                 |                                                                                 |                                                         |                      |                  |
| 15 | „Inner Child”                         | A látnokgyermek | David H. Goodman (forgatókönyv) Glen Whitman és Robert Chiappetta (történet)    | Norberto Barba                                          | 2009. április 7.     | 9,883            |
| Egy bontás során egy rejtett alagútban találnak egy 10 év körüli gyermeket. Az orvosi vizsgálatok szerint a fiú talán egész életét a föld alatt élte le, ezért a külső elváltozások mellett, belső képességekkel is rendelkezik. Olivia épp egy sorozatgyilkos után nyomoz, és a kisfiú ebben úgy segít neki, hogy megérzi a gyilkos jelenlétét, és miután nem beszél, leírja Oliviának a helyszínt, ahol a gyilkos megfordult, vagy megfordul majd. A gyermek után azonban a CIA is érdeklődik, és ki szeretnék őt módszeresen vizsgálni, aminek Olivia nem örül. Mégis alkut köt velük, amíg kézre nem kerítik a gyilkost, addig a gyerek náluk marad. |                                       |                 |                                                                                 |                                                         |                      |                  |
| 16 | „Mutant”                              | Mutáns          | David H. Goodman (forgatókönyv) Glen Whitman és Robert Chiappetta (történet)    | Norberto Barba                                          | 2009. április 14.    | 10,150           |
| Fiatal állatvédő aktivisták betörnek egy laboratóriumba, ahol állatkísérleteket végeznek, hogy kiszabadítsák az ott fogva tartott állatokat, ám a zárt ajtó mögött valami mást is találnak. Egy hibrid fajt, amit a tudósok kísérleteztek ki. A szörny rögtön pusztításba kezd, Charlie-t is megsebzi, olyannyira, hogy utódokat fecskendez belé. Oliviáék a különös lény nyomába erednek, mert szükség van a vérére, nem csak azért, hogy elpusztítsák, hanem ahhoz is, hogy megmentsék Charlie-t. |                                       |                 |                                                                                 |                                                         |                      |                  |
| 17 | „Dream”                               | Rémálmok        | David H. Goodman (forgatókönyv) Glen Whitman és Robert Chiappetta (történet)    | Norberto Barba                                          | 2009. április 21.    | 9,895            |
| Olivia különös gyilkosságokat lát, melyeknek ő a főszereplője. Ártatlan embereket öl álmában, akik a valóságban is meghalnak. Noha az ügy nem lehetne a hatásköre, miután maga is érintett benne, Broyles engedélyt ad neki a nyomozásban. A felvételek során Oliviának feltűnik egy fiatalember, Nick Lane, aki rendre megjelenik a gyilkosságok helyszínén, és meggyőződése, hogy az a férfi lesz a kulcs a megoldáshoz. Meg is találja őt, és kiderül, hogy gyermekként ő is kapott az ún. Cortexiphan nevű szerből, ami a megérzésekre és az érzések fejlesztésére hat. |                                       |                 |                                                                                 |                                                         |                      |                  |
| 18 | „Midnight”                            | Lehull a lepel  | J.H. Wyman & Andrew Kreisberg                                                   | Bobby Roth                                              | 2009. április 28.    | 9,623            |
| Újabb sorozatgyilkos garázdálkodik Bostonban. A nő, kíméletlen módon végez áldozataival. Gyakorlatilag szétmarcangolja őket, és kiszívja gerincvelejüket. A nyomozás során Olivia eljut Dr Boone-hoz, aki elmondja, hogy kísérleteket végzett a ZFT számára, és ennek egyik "végterméke" a most felbukkant gyilkos, aki, mint kiderül a saját felesége. A nőt egy szerrel oltották be, melynek hatására létfontosságúvá lép nála elő a gerincfolyadék- mint táplálék megszerzése. Boone már megkezdte az ellenszer kidolgozását, de eddig sikertelenül. Ennek tudatában Boone kipakol az FBI-nak, elmond mindent, amit a ZFT-ről és annak vezetőiről tud. Állítása szerint az egész szervezet motorja az a William Bell, aki a Massive Dynamics alapítója is, és aki eddig feddhetetlennek számított. |                                       |                 |                                                                                 |                                                         |                      |                  |
| 19 | „The Road Not Taken”                  | Járatlan út     | Jeff Pinkner & J.R. Orci (forgatókönyv) Akiva Goldsman (történet)               | Frederick E.O. Toye                                     | 2009. május 5.       | 9,245            |
| Egy bostoni nő az utca közepén minden ok nélkül felgyullad, majd felrobban. Walter a spontán öngyulladással magyarázza az esetet. Minden jel arra mutat, hogy Bell régebbi gyógyszerkísérleteivel függ össze az eset, amelyekben Olivia is részt vett. A hatóságok vizsgálatot indítanak Bell és a Massive Dynamic ellen, Nina Sharp azonban felhívja a figyelmüket a Figyelők gyakoribb feltűnésére, amiért az életével fizet. Walterhez is beállít egy ilyen Figyelő, és magával hívja. |                                       |                 |                                                                                 |                                                         |                      |                  |
| 20 | „There's More Than One of Everything” | Másvilág        | Jeff Pinkner & J.H. Wyman (forgatókönyv) Akiva Goldsman & Bryan Burk (történet) | Brad Anderson                                           | 2009. május 12.      | 9,284            |
| A Nina Sharp elleni merénylet végül is nem sikerül. A nő túléli a támadást, de állítása szerint Jones ellopott tőle egy nagyon fontos tárgyat. Egy olyan energiacellát, aminek a segítségével a párhuzamos világokban utazhat. Olivia és a csapat is talál egy energiacellát, aminek a segítségével meggátolja, hogy Jones átjusson, és ott William Bell után vadásszon. Walter ismételten eltűnik, ám ezúttal üzenetet is hagy fiának, aki mint kiderül, talán nem is a fia. |                                       |                 |                                                                                 |                                                         |                      |                  |

## Második évad: 2009-2010
| Ep# | Cím                                    | Magyar cím            | Író(k)                                                              | Rendező             | Adásba került         | Néző USA(millió) |
| --- | -------------------------------------- | --------------------- | ------------------------------------------------------------------- | ------------------- | --------------------- | ---------------- |
| 21 | „A New Day in the Old Town”            | Zuhanás a jelenbe     | J. J. Abrams & Akiva Goldsman                                       | Akiva Goldsman      | 2009. szeptember 17.  | 9,961            |
| Olivia különös balesetet szenved. Karambolozik az autójával, de a kiérkező helyszínelők nem találják sehol. Mintha nem is ült volna az autóban senki. Majd helyszínelés közben váratlanul kiesik a szélvédőn. Mivel Amy Jessup, az intézkedő ügynök is szemtanúja lesz az esetnek, Peter kénytelen beavatni őt is a rejtélyes ügyekbe. Olivia a kórházban tér magához, de csak arra emlékszik, hogy bántani akarják. Hamarosan a kórházban is megtámadják. Walter egy korábbi áldozatot vizsgál, és megállapítja, hogy az illető egy alakváltó prédája lett. Valószínűleg annak az alakváltóénak, akit valamilyen felsőbb utasításra azzal bíztak meg, hogy ölje meg Oliviát. |                                        |                       |                                                                     |                     |                       |                  |
| 22 | „Night of Desirable Objects”           | Vágyrajárók éjszakája | Jeff Pinkner & J.H. Wyman                                           | Brad Anderson       | 2009. szeptember. 24. | 7,773            |
| Egy pennsylvaniai kisvárosban hét embernek veszett nyoma. A helyi hatóságok az eseteket lezáratlan ügyként könyvelik el, mígnem Olivia és az FBI önkényesen elő nem veszi az aktákat az ügynöknő korábbi eltűnése miatt. Összefüggéseket keresnek, de a megoldás helyett újabb rejtélyes ügybe keverednek. Kiderül, hogy egy mutánssal van dolguk, akinek a létéről addig senki sem tudott. |                                        |                       |                                                                     |                     |                       |                  |
| 23 | „Fracture”                             | Robbanófejek          | David Wilcox                                                        | Bryan Spicer        | 2009. október 1.      | 6,210            |
| Egy vasútállomáson látszólag minden ok nélkül felrobban egy ember. A dolog furcsasága az, hogy a robbanás után semmilyen maradványt, illetve robbanószerre utaló nyomot nem találnak. Az áldozatot Walter vizsgálni kezdi, és idővel rájön, hogy maga az ember volt a robbanószer, miután olyan anyag került a szervezetébe, ami szétroncsolta. Olivia összefüggést talál egy régi katonai program és a mostani események között. Olyan kísérletre derül fény, amelyben Irakban állomásozó katonákat kezeltek mérgezések ellen. A helyszínen Peter és Olivia megtudja egy orvostól, hogy ki lehet a következő öngyilkos merénylő, és kiderül az is, hogy ezeket az embereket a háttérből irányítják. |                                        |                       |                                                                     |                     |                       |                  |
| 24 | „Momentum Deferred”                    | Az idő rabjai         | Zack Stentz & Ashley Edward Miller                                  | Joe Chappelle       | 2009. október 8.      | 6,015            |
| Bell újabb térugrással magához rendeli Oliviát, hogy figyelmeztesse, nagy veszély fenyegeti mindkét világot. Olyan vihartól, háborútól tart, amely az egyik univerzumot biztosan elpusztítja. Az alakváltóknak azonban csak akkor sikerül megnyitniuk a tér-kaput a világok között, ha megtalálják az ehhez szükséges adatokat birtokló személyt. Bell azt tanácsolja Oliviának, hogy mindenképpen az alakváltók előtt találja meg az illetőt, különben a katasztrófát nem lehet elkerülni. Charlie azonban kiszedi Oliviából az információt, mielőtt a nő rájönne, hogy ő is alakváltó. |                                        |                       |                                                                     |                     |                       |                  |
| 25 | „Dream Logic”                          | Álomkontroll          | Josh Singer                                                         | Paul Edwards        | 2009. október 15.     | 7,570            |
| Rejtélyes gyilkosságok történnek Seattle-ben, amiket még rejtélyesebb halálesetek követnek, miután a gyilkosok röviddel tettük után végelgyengülésben meghalnak. A nyomok egy alváskutató intézetbe vezetnek, ahol Dr. Nayak olyan chipet fejlesztett ki, mely az agyba ültetve megszünteti az alvajárást és az alvászavart. De miután az áldozatok mind az orvos betegei voltak, felmerül a gyanú, hogy a chippel más célja is lehetett a feltalálónak. Walter rájön, hogy a szerkezet adatokat továbbít, így akár az ember álmaiba is beleláthatnak azok, akikhez a chip a jeleket továbbítja. Sőt, irányíthatják is azokat. |                                        |                       |                                                                     |                     |                       |                  |
| 26 | „Earthling”                            | A lény                | J.H. Wyman & Jeff Vlaming                                           | Jon Cassar          | 2009. november 5.     | 4,950            |
| Természetfeletti lény garázdálkodik Bostonban. A gyilkosságok Broyles egy négy évvel ezelőtti ügyére utalnak, amit azóta sem tudott lezárni. Egy orosz férfi testvérét furcsa organizmus fertőzte meg, a lény az emberek sugárzásából táplálkozik és tartja fenn magát. Molekuláris összetételét azóta sem fejtette meg senki, így Walterre hárul a feladat, remélve, hogy ezáltal véget vethetnek a gyilkosságoknak. |                                        |                       |                                                                     |                     |                       |                  |
| 27 | „Of Human Action”                      | Totális irányítás     | Robert Chiapetta & Glen Whitman                                     | Joe Chappelle       | 2009. november 12.    | 5,950            |
| A Massive Dynamic újabb tudományos kísérlete szedi áldozatait. A tudósok robotpilóta-programnak álcázott kísérletsorozatot folytattak, melynek során elérték, hogy alanyaik mások agyát irányíthassák. Ezúttal egy kamasz fiú és felnőtt elrablói tartják rettegésben Broyles-t és az osztályt, miután nyomukban több áldozatot is hagynak, minden különösebb indíték nélkül. Az akciócsoport kézre is keríti az elkövetőket, ám a fiú megszökik, és Petert teszi meg új kísérőjének. Ekkor válik világossá, hogy a fiú irányítja az eseményeket, és most már Petert használja fel céljai eléréséhez. |                                        |                       |                                                                     |                     |                       |                  |
| 28 | „August”                               | Az őrangyal           | J.H. Wyman & Jeff Pinkner                                           | Dennis Smith        | 2009. november 19.    | 5,890            |
| A Figyelők egyike fényes nappal elrabol egy lányt. Oliviáék értetlenül állnak az eset előtt, hiszen eddig abban a tudatban éltek, hogy a Figyelők csak passzív résztvevői a mindennapjainknak és nem avatkoznak bele a történésekbe. Mint kiderül, Christine-nek egy repülőgépen kellett volna lennie, ami hamarosan a tengerbe zuhan. A Figyelők maguk csodálkoznak társuk lépése miatt, ám úgy döntenek, az események folyamatát nem szakíthatják meg, ezért a lánynak mindenképpen meg kell halnia. August azonban továbbra is védelmébe veszi a lányt, és akár saját élete árán is, de megmenti őt. |                                        |                       |                                                                     |                     |                       |                  |
| 29 | „Snakehead”                            | Hulljon a férgese!    | David Wilcox                                                        | Paul Holahan        | 2009. december 3.     | 6,859            |
| Boston közelében a Dorchester-öbölben egy hongkongi kereskedelmi hajó zátonyra futott és kigyulladt. Az FBI 27 holttestet húzott ki a vízből. A holttestek többségében fura paraziták tettemeit fedezték fel. Oliviáék nyomozni kezdenek. Az ügy felgöngyölítése során eljutnak a triádhoz. A triád emberei nincsteleneket csempésznek az Államokba és az út során őket használják gazdatestnek, hogy a paraziták kifejlődjenek. Walter rájön a parazita a nyirokcsomója miatt értékes, mivel egy rendkívüli immunfokozó enzimet tartalmaz. Eközben Walter megpróbál önállósódni, de kicsúszik a talaj a lába alól. |                                        |                       |                                                                     |                     |                       |                  |
| 30 | „Grey Matters”                         | Szürkeállomány        | Ashley Edward Miller & Zack Stentz                                  | Jeannot Szwarc      | 2009. december 10.    | 6,325            |
| Az áltudományos csoport a bostoni Hennington Elmegyógyintézetben lévő férfi ügyében nyomoz. Néhány betörő agyműtétet hajtott végre Mr. Slater-en, amitől javult az állapota, mondhatni 17 év után ismét épelméjű lett. A későbbiekben további két páciensről is kiderül, hogy hasonló beavatkozást hajtottak végre rajtuk az ország különböző intézeteiben és hasonló gyógyuláson mentek keresztül. Dunham ügynök a Henningtoni biztonsági felvételt nézve felismer egy Thomas Jerome Newton nevű férfit, aki egy korábbi ügy kapcsán került képbe. Waltert elrabolják és az ügy felgöngyölitése közben kiderül, a három páciensbe Walter korábban kioperált agyszövedékeit ültették be. |                                        |                       |                                                                     |                     |                       |                  |
| 31 | „Unearthed”                            | Temetetlen múlt       | David H. Goodman & Andrew Kreisberg                                 | Frederick E.O. Toye | 2010. január 11.      | 7,790            |
| Egy 17 éves tinédzserlány, Lisa kómába esik a suliban, majd pár hétre rá édesanyja a kórházban leválasztatja a lélegeztetőgépről. A halál beállta után a szerveit próbálják kioperálni, mert az édesanya felajánlotta lánya szerveit donornak. Lisa feltámad a műtőaszatlon és orosz tengerészeti kódokról kezd beszélni, amelyek titkosak. Az áltudományos csoport felfigyel az esetre és kideritik, hogy a lány elméje egybeolvadt egy meggyilkolt tengerész tudatával. Rusk pont akkor halt meg, amikor Lisa is, de a lány feltámadt, magával hozva a férfi emlékeit. Miközben Rusk elméje kezd felülkerekedni a lányon, Oliviáék rájönnek a volt tengerészt saját felesége ölette meg és a férfi Lisán keresztül bosszút állhat. |                                        |                       |                                                                     |                     |                       |                  |
| 32 | „Johari Window”                        | Torzszülöttek         | Josh Singer                                                         | Joe Chappelle       | 2010. január 14.      | 6,679            |
| A Fringe csapat elutazik Edina városába, hogy gyilkosságok ügyében nyomozzanak. A kisvárosban megölnek három rendőrt. Az eset kapcsán készült egy fénykép, ami egy torzszülött gyermeket ábrázol. Kiderül, hogy a város közelében lévő katonai bázison valamikor a hetvenes években titkos kísérleteket folytattak és ennek hatására az összes lakó génmanipulált lett. Szörnyű titkukat hosszú éveken át sikerült megőrizniük, és a lakók bármire képesek, hogy az igazság soha ne derüljön ki. |                                        |                       |                                                                     |                     |                       |                  |
| 33 | „What Lies Below”                      | A mélység titka       | Jeff Vlaming                                                        | Deran Sarafian      | 2010. január 21.      | 7,00             |
| Egy MASSACHUSETTS-i irodaházban történő halálesetet után nyomoz az osztály. Olivia és Peter már a helyszínen vizsgálódik, amikor egy újabb férfi hal meg Dr. Walter Bishop szeme láttára, aki épp akkor lépett volna be az épületbe. Az öreg azonnal rájön, hogy egy vírus terjeng az épületben, és arra kéri Broyles-t, hogy helyezzék azonnal karantén alá az épületet. Időközben Peter is megfertőződik. Az első áldozat Radjan Vandenkemp egy olajszakértő volt. A kocsijában lévő mintát egy talajban lévő olajjal foglalkozó társaságtól lopta. A szabályos eljárás szerint egy légmentesen zárt védő kofferben kellett volna lennie, ami szerint Vandenkemp eltávolította, hogy kicsempészhesse. Ekkor került kapcsolatba a vírussal is. Amikor Walter meghallja, hogy 10 mérföld mélységből került elő az anyag, kiszámolja, hogy egy 75.000 éves terrorral állnak szemben. Bishop feltételezésse szerint a megfertőződött személy csak hordozó és a célja kijuttatni a szabadba a vírust. Peter a vírus hatására megpróbálja az apját is kijátszani, csakhogy kijusson. Walter szembeszáll az idővel és megpróbál ellenszert készíteni, még mielőtt a kormány likvidálná az épüleetben lévő embereket. |                                        |                       |                                                                     |                     |                       |                  |
| 34 | „The Bishop Revival”                   | A Bishop reneszánsz   | Glen Whitman & Robert Chiappetta                                    | Adam Davidson       | 2010. január 28.      | 8,903            |
| Egy Brookline-i esküvőn váratlanul meghal a vőlegény és annak a rokonai. Az FBI nyomozni kezd az ügyben. Nem sokkal később újabb támadás következik be egy kávéházban, ahol a vendégek közül csak a barnaszemű emberek vesztik életüket. Walter rájön, a gyilkos olyan mérgező anyagot használ, ami csak bizonyos célpontokra hat. A gyilkos az emberi DNS-re tudja programozni a létrehozott vegyületet. Amikor a laborban megtekintik a méreg felépítését Dr. Bishop felismeri az apja munkáját. Dr. Robert Bishop egy tudományos kutató volt a berlini egyetemen. 1943-ban jött Amerikába. A világháború idején a szövetségeseknek kémkedett. Szabotálta a német kísérleteket, és tudományos információkat csempészett az amerikaiaknak. A mostani eset szorosan ide kapcsolódik. Bihoff a kísérletét csak feljegyések formájában hozta be az országba, de úgy látszik valaki meg is alkotta a vegyületet és most ezzel gyilkolászik. |                                        |                       |                                                                     |                     |                       |                  |
| 35 | „Jacksonville”                         | A jövő temetője       | Ashley Edward Miller & Zack Stenz                                   | Charles Beeson      | 2010. február. 4.     | 7,410            |
| Egy New York-i épület váratlanul összeomlik. Az ott dolgozók nagy része meghal, de akad egy túlélő, aki valamilyen módon összenőtt egy másik áldozattal. Walter tudja, bekövetkezett az, amire William Bell Oliviát figyelmeztette: megnyílt az átjáró az univerzumok között. Az incidens során a sérült épület helyére a másvilág egyik épülete kerül, de cserébe ebből a világból is át kell mennie egy hasonló épületnek, hogy megmaradjon az univerzumok közötti egyensúly. Olivia feladata ezt az épületet megtalálni. |                                        |                       |                                                                     |                     |                       |                  |
| 36 | „Peter”                                | Peter                 |                                                                     | David Straiton      | 2010. április. 1.     | 5,835            |
| Olivia a dimenzióváltás során felfedi Walter egyik titkát, és visszaszerzett képességével rájön Peter valódi kilétére. Walter, annak reményében, hogy Olivia nem jelenti az FBI-nak, teljesen beavatja Peter múltjába, és beismeri, hogy fia iránt érzett szeretete sodorta veszélybe a két világot. Peter semmit sem sejt, ám csak idő kérdése, hogy rájöjjön az igazságra. |                                        |                       |                                                                     |                     |                       |                  |
| 37 | „Olivia In the Lab. With the Revolver” | Fertőzöttek           | Matthew Pitts                                                       | Brad Anderson       | 2010. április. 8.     | 6,333            |
| Valaki képes rákos daganatokat átadni az embereknek, noha a rák nem fertőző. Olivia rájön, hogy az áldozatok egykor mind ugyanannak a kísérletnek a résztvevői voltak, amelyben ő is részt vett, így ő maga is veszélyben van. Hamarosan egykori osztálytársa meg is jelenik a lakásán, és miután ártalmatlanítja, megtudja a férfitól, hogy képességével véletlenül megölte hajdan a húgát. Olivia nem tudja eldönteni, elmondja-e Peternek az igazságot a kilétével kapcsolatban. |                                        |                       |                                                                     |                     |                       |                  |
| 38 | „White Tulip”                          | A fehér tulipán       | J.H. Wyman & Jeff Vlaming                                           | Thomas Yatsko       | 2010. április. 15.    | 6,624            |
| Az MIT asztrofizika professzora Alistair Peck (Peter Weller) a saját testét alakítja át egy időgéppé, hogy pár hónapot visszautazva megmentse szerelmét, aki autóbalesetben halt meg. Walter eközben egy levelet ír fiának, amiben felfedi szörnyű titkát. Peck első időugrásának áldozatául esett emberek ügyében kezd nyomozni az FBI. Miután Peck nyomára akad az ügynökség a férfi ismét időugrást hajt végre. Walter a férfi nyomára bukkan és megpróbálja lebeszélni a tervéről. Bishop elmeséli az ő esetét, s Walter szerint Isten nap mint nap bünteti őt. Ő akkor tudna bűnbocsánatot nyerni, ha kapna egy fehér tulipánt. Miután Peck megszökik és eléri a feleségét nem menti meg, hanem beül a nő mellé és mindketten meghalnak az autóbalesetben. A professzor ismét megírja a fiának szánt levelet, de kap egy borítékot, amit a férfi felbont és meglát egy kézzel rajzolt fehér tulipánt. |                                        |                       |                                                                     |                     |                       |                  |
| 39 | „The Man from the Other Side”          | Ember a másvilágról   | Josh Singer & Ethan Gross                                           | Jeffrey Hunt        | 2010. április. 22.    | 5,837            |
| A másvilágról érkező alakváltók egy egész sereget próbálnak áthozni a párhuzamos univerzumból. A csapat Walter újabb régi tapasztalatából kiindulva azt feltételezi, hogy hanghullámok és rezgések segítségével nyitják majd a kaput, de miután a két világ közti időegyenlőség gyorsan közeledik, Oliviáéknak is sürgősen lépniük kell. A szerkezettel sikerül meggátolni az átjáró megnyílását, Peter azonban ennek következtében rájön, hogy ő is a Másvilágról származik. |                                        |                       |                                                                     |                     |                       |                  |
| 40 | „Brown Betty”                          | Az üvegszív           | Jeff Pinkner, J.H. Wyman & Akiva Goldsman                           | Seith Mann          | 2010. április. 29.    | 5,551            |
| Peter hirtelen eltűnése után, Walter egyre sürgeti Oliviát, hogy próbálja fiát felkutatni, de a nőnek más feladatai is vannak, ráadásul a húga kislányára is neki kell felügyelnie. A munkája miatt viszont arra kényszerül, hogy Astridre bízza Ellát, ezért beviszi a laborba. Ella addig nyaggatja Walter, míg a tudós mesélni kezd neki saját, hátborzongató tapasztalataiból. |                                        |                       |                                                                     |                     |                       |                  |
| 41 | „Northwest Passage”                    | Északnyugati átjáró   | Ashley Edward Miller, Zack Stentz, Nora Zuckerman & Lilla Zuckerman | Joe Chappelle       | 2010. május. 6.       | 5,821            |
| Miután világossá válik Peter számára, hogy Walter nem az apja, elhagyja a csapatot. Akaratlanul is belecsöppen egy gyilkossági nyomozásba, ahol egy korábbi esethez hasonlóan végeztek az áldozatokkal. Peter rájön, hogy az alakváltók a nyomában járnak. Közben Walter sajátos módszerrel próbál fia nyomára bukkanni. Olivia azonban megelőzi, és megtalálja Petert. |                                        |                       |                                                                     |                     |                       |                  |
| 42 | „Over There: Part 1”                   | Odaát 1               | J.H. Wyman, Jeff Pinkner & Akiva Goldsman                           | Akiva Goldsman      | 2010. május. 13.      | 5,996            |
| Walter vezetésével Olivia és egy csapat cortexifanos gyermek a párhuzamos univerzumba készül, hogy visszahozzák onnan Petert, akit előzőleg az ottani apja juttatott át azzal a szándékkal, hogy segítsen neki megépíteni egy fegyvert, amivel mindkét világot elpusztíthatják. A Másvilágon a miénkhez hasonlóan zajlik az élet, az emberek alteregói ugyanúgy élnek és teszik a dolgukat. Peter odaát találkozik a valódi édesanyjával és igyekszik megérteni azt a tervet, amiben édesapja a segítségét kérte. |                                        |                       |                                                                     |                     |                       |                  |
| 43 | „Over There: Part 2”                   | Odaát 2               | Jeff Pinkner, J.H. Wyman & Akiva Goldsman                           | Akiva Goldsman      | 2010. május. 20.      | 5,683            |
| Miután a csapat átjutott a párhuzamos univerzumba, Petert kell megkeresniük. Walter azonban megsebesül, ezért kórházba kerül. Olivia Bell segítségével megtalálja a tudóst és megszökteti onnan. Walter másik énje ekkor kiadja a parancsot az utazók felkutatására. Peter egy tervrajzot kap, melynek segítségével egy különleges szerkezetet kellene beindítania. Apja szerint ezzel megmenthetné a világot, ám mint kiderül a gép inkább elpusztítaná a másikat. A csapat, ha megfogyatkozva is, de visszajut a saját világába, ám Olivia helyett az ő hasonmása jön át Peterrel és Walterrel. |                                        |                       |                                                                     |                     |                       |                  |

## Harmadik évad: 2010-2011
| Ep | Cím                                         | Magyar cím               | Író(k)                                                                              | Rendező        | Adásba került        | Néző USA(millió) |
| --- | ------------------------------------------- | ------------------------ | ----------------------------------------------------------------------------------- | -------------- | -------------------- | ---------------- |
| 44 | „Olivia”                                    | Olivia                   | J.H. Wyman & Jeff Pinkner                                                           | Joe Chappelle  | 2010. szeptember 23. | 5.73             |
| A másik oldalon Oliviát egy létesítményben tartják fogva és terápiás kezelések során megy keresztül, mígnem az egyik alkalommal sikerül megszöknie. Egy Henry nevű taxisofőrt ejt túszul és arra kényszeríti, hogy segítsen neki hazajutni. Dunham próbálja megtalálni a haza utat, de folyamatosan akadályokba ütközik, ami csökkenti hazajutási esélyeit. Megtudjuk ebben a világban sosem épült meg a Massive Dinamic épülete sem. Miközben az ügynökök próbálják felkutatni a nőt, Oliviánál fura memóriazavarok jelennek meg, s mint megtudjuk a létesítményben Bolivia emlékeit ültették be neki, ami az adrenalin hatására aktiválódni látszik és Dunham viselkedése megváltozik. |                                             |                          |                                                                                     |                |                      |                  |
| 45 | „The Box”                                   | A doboz                  | Josh Singer & Graham Roland                                                         | Jeffrey Hunt   | 2010. szeptember 30. | 5.24             |
| Thomas Jerome Newton felbérel 3 embert, hogy egy ház pincéjéből ássanak ki egy dobozt. A felbérelt emberek kíváncsiságának köszönhetően a doboz feltárul és a házban lévők fura transzba esnek, majd ezt követően meghalnak, kivéve az egyik elkövetőt, aki süket. Az FBI csapata nekikezd a nyomozásnak Alt - Oliviával az oldalukon. Bolivia is a doboz felkutatásán dolgozik, de mind megtudjuk az a feladata, hogy mindenképp Peter közelébe kerüljön a tárgy, ami annak a fegyvernek a része, amit Walterego akart felhasználni a világ elpusztításához. Walter és Nina szembesül Bell végakaratával, amiből kiderül, hogy Bishop az egyedüli részvényese a Massive Dynamicnak. |                                             |                          |                                                                                     |                |                      |                  |
| 46 | „The Plateau”                               | A holtpont               | Alison Schapker & Monica Breen                                                      | Brad Anderson  | 2010. október 7.     | 5.19             |
| Az alternatív univerzumban Walterego tájékoztatja Boyles ezredest a tervéről, miként lehetne használni Oliviát, hogy felfedezzék a biztonságos utazást a párhuzamos világok között, eközben alternatív Astrid egy statisztikai anomáliát jelent a Fringe csapatnak: Két gyalogost megöltek elterelt buszvezetők által néhány napja. A második baleset helyszínén, a Fringe csapat talál egy golyóstollat – ez szokatlan mivel minden íróeszköz megszűnt a digitális technika miatt évek óta. A tollat egy Milo nevű ember használta, aki hihetetlen képességével elképzelhetetlen mértékben ki tudja számolni az ok-okozati összefüggéseket, ezzel beindítva egy láncreakciót (ezekben az esetekben a tollat használja a lánc elindítására). A Fringe csapat rájön, hogy Milo korábban autizmusban szenvedett és kísérleti noontropic gyógyszereket kapott melyek lehetővé tették a képességit. A vizsgálat következtetése hogy vissza kellett volna állítani őt az eredeti állapotába (értékelni a lehetséges mellékhatásokat), amelyeket Milo érzékelt és az érintettek megölésével próbált elkerülni. A harmadik baleset helyszínén Olivia meglátta Milot és elkezdte üldözni, de ő leugrott a hídról egy teherautóra, használva különleges képességét. Később megtalálják őt a nővérén keresztül, miközben Olivia megpróbálja elkapni őt Milo megpróbálja megölni Oliviát egy láncreakcióval. A kísérlet nem sikerül, mert nem úgy reagál, mint ahogyan számított rá – egy ismeretlen változó került az egyenletébe (az elsődleges univerzum miatt). Az epizód során Oliviának hallucinációi vannak, először Petert látja a baleset helyszínén, majd az eredeti Waltert látja az orvosi laboratóriumban, és végül Peterrel beszél az epizód végén, aki tájékoztatja, hogy a kiszámíthatatlan tettei nem tartoznak ahhoz az alternatív univerzumhoz. |                                             |                          |                                                                                     |                |                      |                  |
| 47 | „Do Shapeshifters Dream of Electric Sheep?” | Elektromos álom          | David Wilcox & Matthew Pitts                                                        | Kenneth Fink   | 2010. október 14.    | 5.22             |
| Van Horn szenátor autóbalesetet szenved, majd kórházba kerül, ahol az orvosok próbálják újraéleszteni, de valami nem stimmel az áldozattal. Broyles azonnal a kórházba siet, de szembesülnie kell vele, hogy nem a szenátor fekszik benn, hanem egy alakváltó. Bolivia nyaka körül szorul a hurok, s miközben a Fringe team nyomozni kezd az alakváltók után, Walternek még a Massive Dinamic-al is foglalkoznia kell. Newton problémába ütközik a megbizatása során és a SZÖVETSÉGI BÜNTETÉS-VÉGREHAJTÁSI INTÉZET-ben köt ki. |                                             |                          |                                                                                     |                |                      |                  |
| 48 | „Amber 31422”                               | Ikrek                    | Josh Singer & Ethan Gross                                                           | David Straiton | 2010. október 21.    | 4.80             |
| Az alternatív univerzumban egy srác megmenti ikertestvérét a borostyánnal lezárt területről, amit a Fringe Division a biztonsági protokoll megsértésének titulál és nyomozni kezd az ügyben. Walterego kísérletéhez kapcsolódóan Olivia bemegy egy tartályba, miközben újabb látomásai lesznek Peterről, aki próbálja felnyitni a nő szemét, hogy egy másik világ az otthona. |                                             |                          |                                                                                     |                |                      |                  |
| 49 | „6955 kHz”                                  | Amnézia                  | Robert Chiappetta & Glen Whitman                                                    | Joe Chappelle  | 2010. november 11.   | 4.82             |
| Az FBI újabb fura esemény után kezd nyomozni. A keleti parton összesen 15 ember egyszerre kapott maradandó amnéziát, miközben rövidhullámú rádiófrekvencián befogtak egy adást, amin folyamatosan számokat diktáltak. Walter tudomására jut, hogy Peter folytatja a túloldalt megismert tömegpusztító eszköz építését. Az ügy felgöngyölítése során viszont Walter nem veszi észre, hogy az orruknál fogva vezeti őket Bolívia. A számsorok, amik a rádióban hallhatóak koordináták, amik elvezetnek a tömegpusztító eszköz alkatrészeihez, de ezt vajon időben észreveszik Walterék? A túloldalt Olívia viszont egyre jobban hisz a látomásában fel fel bukkanó Peternek. |                                             |                          |                                                                                     |                |                      |                  |
| 50 | „The Abducted”                              | Örök fiatalság           | David Wilcox & Graham Roland                                                        | Chuck Russell  | 2010. november 18.   | 4.85             |
| Gyerekrablás ügyében kezd nyomozni a túloldalon a Fringe division. Eközben Olívia felkeresi a Henry nevű taxisofőrt, akitől segítséget kér a hazajutáshoz. Az Alt- Broylesnak 4 évvel ezelőtt elrabolták a fiát és az akkori nyomozásban egy cukros bácsiként emlegetett férfit kerestek, akit nem sikerült elkapni. A mostani ügyben támpontokat adhat a korábban elrabolt fiú és Olívia gondolkodásmódja. Az eredeti univerzumban Peter egy fontos információhoz jut Olíviáról. |                                             |                          |                                                                                     |                |                      |                  |
| 51 | „Entrada”                                   | Szökés                   | Jeff Pinkner & J. H. Wyman                                                          | Brad Anderson  | 2010. december 2.    | 5.13             |
| Peter a telefonhívás után nem tud aludni és próbál utánajárni, hogy melyik Olívia van vele. Bolívia rájön, hogy lebukott és menekülni próbál. Walterego próbálja hazajuttatni az ügynökét. Miközben az FBI Bolívia nyomában van, a túloldalon Olívia szövetségesre talál és megpróbál hazajutni. |                                             |                          |                                                                                     |                |                      |                  |
| 52 | „Marionette”                                | A bábu                   | Monica Owusu-Breen & Alison Schapker                                                | Joe Chappelle  | 2010. december 9.    | 4.74             |
| Az FBI egy szerv tolvaj után nyomoz. Az elkövető élő emberekből operálja ki a beültetett szerveiket. A szervek ugyanis mind ugyanattól a donortól származnak, egy 17 éves lánytól, aki öngyilkos lett, és aki fontos volt a szerv tolvaj számára. Olyannyira, hogy Frankenstein módjára újra akarja éleszteni a lányt. Peter elmondja Olíviának, hogy egészen közel került a párhuzamos világ Oliviájához. |                                             |                          |                                                                                     |                |                      |                  |
| 53 | „The Firefly”                               | A szentjánosbogár        | J. H. Wyman & Jeff Pinkner                                                          | Charles Beeson | 2011. január 21.     | 4.87             |
| Roscoe Joyce a kiöregedett zenész a Szeptember nevű megfigyelőnek köszönhetően ismét beszélhet a 25 évvel ezelőtt meghalt fiával. Az FBI áltudományos csapata felfigyel az eseményre és próbálják kideríteni miért bukkant fel megint a megfigyelő. Szeptember hajdanán mikor megmentette Petert és az apját, megváltoztatta a jövőt és most azon munkálkodik, hogy helyes irányba terelje a történéseket. Walter eközben megismerheti a zenés ikont, ám szembesülnie kell milyen nagy kárt okozott hajdanán az ALT-PETER elrablásával, ami azóta is Pillangó-effektust gerjeszt az univerzumukban, s többek közt emiatt oszlott fel kedvenc zenekara is. Szeptember tervének végrehajtásához felhasználja Petert, aki később rosszul lesz. |                                             |                          |                                                                                     |                |                      |                  |
| 54 | „Reciprocity”                               | A gépember               | Josh Singer                                                                         | Jeannot Szwarc | 2011. január 28.     | 4.53             |
| A Rejtély csapata meglátogatja Ninát a Massive Dynamic’s- nél. A világvége fegyverrel kapcsolatban Walter segítséget kér, hogy rájöhessen Peter és a gép kapcsolatára; eközben sorra áldozatul esnek az Alakváltók, de az FBI nem tudja utolérni a gyilkost. Tudják, hogy a megoldást az ál Olivia adatai között kell keresni, de képtelenek rájönni a kódra, mely az összefüggést adhatja. Mígnem Olívia megfejti, ám addigra késő. Az utolsó Alakváltót is megölik. A tettes Peter, s Walter attól tart, hogy a gép melyet a másik univerzumból is keresnek, és amelynek Peter nélkülözhetetlen eleme, megváltoztatta a fiát. |                                             |                          |                                                                                     |                |                      |                  |
| 55 | „Concentrate and Ask Again”                 | Válaszút                 | Graham Roland & Matthew Pitts                                                       | Dennis Smith   | 2011. február 4.     | 4.26             |
| Egy tudós holtan esik össze valamiféle kék por belégzése után; csontjai szétesnek a testében, ezért a járványügyi hivatal biológiai támadásra gyanakszik. A szálak Walter egyik régebbi esetéhez köthetők, amiben Olívia is érintett. Az egyik elkövetőt elkapják, de kómába esik, így Olívia-ék Walter egy régebbi kísérleti alanyától kérnek segítséget. Egy férfitól, aki a gondolatolvasás képességével bír. A feladat, felismerni a kómában lévő férfi gondolatait, és így megtalálni a másik két gyanúsítottat. |                                             |                          |                                                                                     |                |                      |                  |
| 56 | „Immortality”                               | Halhatatlanság           | David Wilcox & Ethan Gross                                                          | Brad Anderson  | 2011. február 11.    | 3.74             |
| A párhuzamos világban régen kihalt bogárfaj (Mansohnium boogliosus) jelenik meg, pontosabban rágják ki magukat az emberi testből. A csúszó bogarak paraziták. Csak a bárányokban fordultak elő korábban, viszont a bárányok ebben az univerzumban kihaltak 10 évvel ezelőtt. Ekkor a bogarak is velük haltak ki. Most valaki szándékosan fertőz meg embereket, s használja gazdatestnek őket. A Fringe division nyomozni kezd. Eközben Alt-Olívia kedvesével Frank-el próbálja ismét felmelegíteni kapcsolatát, de váratlanul kiderül az ügynöknő 6 hetes terhes. |                                             |                          |                                                                                     |                |                      |                  |
| 57 | „6B”                                        | A szerelem dimenziói     | Glen Whitman & Robert Chiappetta                                                    | Thomas Yatsko  | 2011. február 18.    | 4.02             |
| Az áltudományos részleget egy igen különös esethez riasztják. Hat ember zuhan le az egyik szálloda erkélyéről. Walter hamar rájön, hogy nem egy szokványos esetről van szó. Az itt lakók szerint a Rosencrantz épület egy kísértetjárta hely, de Bishop szerint a másik világhoz hasonlóan az övék is kezd darabjaira esni. A Dynamic Walter javaslatára kifejleszti a borostyánt, amit a párhuzamos világban Walterego az ilyen esetekhez sikeresen alkalmaz, s így a meggyengült pontokat be tudják foltozni, de ez csak átmeneti megoldás. Később váratlan fordulat következik be. Kiderül, hogy a szálloda 6B szobájában élő Mrs. Merchant elvesztette a férjét, s a másik oldalon pedig a férje maradt életbe egy balesetet követően. Olyan hullámhosszt generáltak az egymás iránti érzelmeik, amely képes lyukat ütni az univerzumban. A Fringe Teamnek a feladata ráébreszteni az özvegyasszonyt, hogy engedje el a férjét, amely ha nem következik be, a két világ közötti lyuk örvénnyé alakulhat, ami végzetes következmények láncolatát indíthatja be. A mellékszálban Olívia és Peter megpróbálja az érzelmeiket a helyes mederbe tenni. |                                             |                          |                                                                                     |                |                      |                  |
| 58 | „Subject 13”                                | A 13-as                  | Jeff Pinkner & J. H. Wyman & Akiva Goldsman                                         | Fred Toye      | 2011. február 25.    | 4.02             |
| Fél év telt el azóta, hogy Walter elrabolta a másik világból Petert. A fiú bár felgyógyult, de tudja, hogy nem az igazi szülei gondoskodását élvezi és mindent megpróbál azért, hogy hazajusson. Dr. Bishop eközben a Jacksonville-i gyerekekkel kísérletezik, mert segítségükkel kaput próbál nyitni a párhuzamos világba különösebb kockázatok nélkül, hogy ennek köszönhetően hazajuttassa Petert. Felfigyel egy kislányra, aki véleménye szerint már járt odaát. Olívia Dunham Walter kísérletei és tesztelgetései során megy át. Az egyetlen kulcs a kapuhoz Olívia nevelőapjától való félelme, de mikor a kislány második alkalommal véletlen átjut, akkor Walterego tudatára adja Peter hollétét. |                                             |                          |                                                                                     |                |                      |                  |
| 59 | „Os”                                        | Jelek                    | Josh Singer & Graham Roland                                                         | Brad Anderson  | 2011. március 11.    | 3.64             |
| A Fringe áltudományos részlege egy olyan bűnbanda után kezd nyomozni, akik leküzdik a gravitációt. Eközben Walter kétségbe esetten próbálja meggyőzni Nina-t, hogy Belly tudatát vissza tudja hozni és a segítségükre lehet.. s mint kiderül az epizódból nem is jár messze az igazságtól. |                                             |                          |                                                                                     |                |                      |                  |
| 60 | „Stowaway”                                  | Potyautas                | Akiva Goldsman & Jeff Pinkner & J. H. Wyman                                         | Charles Beeson | 2011. március 18.    | 3.91             |
| Peternek gondot okoz, hogy Bell lelke Olivia testét használja gazdatestnek, ellenben Walterrel, aki egész jót elkacarászik öreg barátjával. Az FBI egy öngyilkossági helyszínre érkezik, ahol az ujjlenyomatok alapján hamarosan kiderül, hogy egy olyan nő (Dana Gray) volt korábban a áldozat társaságában, aki már rég meghalt egy gyilkosságnál. A nő nem tud meghalni. Olyan emberek társaságát keresi, akik öngyilkosok akarnak lenni, s ezt kihasználva ő is meg akar halni, hogy potyautasként a lelke a másik ember lelkével távozzon.. Az álltudományos részleghez csatlakozik egy fiatalember is, akit már jól ismerünk a párhuzamos világból... Lincoln Lee |                                             |                          |                                                                                     |                |                      |                  |
| 61 | „Bloodline”                                 | Vérvonal                 | Alison Schapker & Monica Owusu-Breen                                                | Dennis Smith   | 2011. március 25.    | 3.84             |
| A párhuzamos világegyetemben felbolydulnak a dolgok, miközben Alt-Olívia nagy veszélyben találja magát. Bolíviát elrabolják és egy eljárás alá vetik, hogy meggyorsítsák a gyermeke születését. Miközben Bolívia fogságban van, Lincoln és Charlie megtudja, hogy Bolívia és Olívia nemrég ideiglenesen helyet cserélt, így bizalmatlanná válnak Walteregoval szemben. Végül Bolívia elszökik és társaira bukkanva biztonságosan világra hozza a fiát. Az is kiderül az elrablás mögött Walterego áll. |                                             |                          |                                                                                     |                |                      |                  |
| 62 | „Lysergic Acid Diethylamide”                | Álomutazás               | Jeff Pinkner & J. H. Wyman & Akiva Goldsman Teleplay by: J. H. Wyman & Jeff Pinkner | Joe Chappelle  | 2011. április 15.    | 3.65             |
| A csapat ezúttal azon munkálkodik, hogy kiszedje Bell tudatát Olívia testéből, mielőtt a nő lelke végleg eltűnik. Walter LSD-t alkalmaz, hogy minél könnyebben behatoljanak Olívia elméjébe, de megérkezésükkor megtapasztalják, Oliv elméje ellenük fordul és ez megnehezíti a küldetésüket. Az epizód több része is animáción alapul. |                                             |                          |                                                                                     |                |                      |                  |
| 63 | „6:02 AM EST”                               | Cseréptörés              | David Wilcox & Josh Singer & Graham Roland                                          | Jeannot Szwarc | 2011. április 22.    | 3.33             |
| A párhuzamos világegyetemben Walterego aktiválja az ítéletgépét és ezzel elindítja az első világegyetem pusztulását. Peter rájön, hogy nincs választása, be kell lépnie a gépezetbe, hogy megpróbálja azt leállítani. Időközben Fauxlivia elhatározza, megmenti mindkét világot azáltal, hogy megpróbálja visszahozni Petert és ezzel meggyőzze Walteregot, hogy állítsa le a gépet. |                                             |                          |                                                                                     |                |                      |                  |
| 64 | „The Last Sam Weiss”                        | Az utolsó mohikán        | Monica Owusu-Breen & Alison Schapker                                                | Thomas Yatsko  | 2011. április 29.    | 3.52             |
| Peter a balesetet követően eszméletlenül fekszik a kórházban. Walterék Sam Weiss segítségével egy tervrajz alapján rájönnek, hogy Olivia hatástalaníthatja az ítéletgép erőterét. Peter magához tér , de a fejét ért ütéstől a gyermekkori emlékei jönnek elő és azt hiszi a párhuzamos világban él, csak akkor tér észre mikor Walterék rálelnek. Olivia hatástalanítja az erőteret, majd Peter belép a gépbe, de pár pillanat múlva a 15 évvel későbbi világban találja magát. |                                             |                          |                                                                                     |                |                      |                  |
| 65 | „The Day We Died”                           | A nap, amikor meghaltunk | Akiva Goldsman & J. H. Wyman & Jeff Pinkner Teleplay by: Jeff Pinkner & J. H. Wyman | Joe Chappelle  | 2011. május 6.       | 3.29             |
| Peter Olivia segítségével belép a gépbe, majd a jövőben találja magát. A párhuzamos világegyetem már elpusztult és az itteni világot is hasonló sors fenyegeti. Walterego megbízásából egy csoport örvényeket generál, ily módon bomlasztják a világot. Walteregot a bosszú motiválja, aminek Olivia is áldozatul esik. Peter visszatérve a jelenbe, egyesíti a két világot, hogy megoldást találjanak a háború lezárására és a világok megmentésére, majd egyik pillanatról a másikra, eltűnik... Az utolsó jelenetben az egyik megfigyelő megemlíti, hogy nem fognak emlékezni Peterre, hisz nem is létezett. |                                             |                          |                                                                                     |                |                      |                  |

## Negyedik évad: 2011-2012
| Ep | Cím                               | Magyar cím              | Író(k)                                      | Rendező              | Adásba került        | Néző USA(millió) |
| --- | --------------------------------- | ----------------------- | ------------------------------------------- | -------------------- | -------------------- | ---------------- |
| 66 | „Neither Here Nor There”          | Senki Földjén           | JH Wyman & Jeff Pinkner & Akiva Goldsman    | Joe Chappelle        | 2011. szeptember 23. | 3,48             |
| Felbukkan Lee ügynök, amikor a másik univerzumbéli társával végez egy alakváltó. Azoknak is egy új faja, melyek már ember alkatúak. Újabb aggodalmat szül a csapatnál, hogy a másvilágiak nem ismerik el és fel az új alakváltókat. Peter hiányában, Olivia beavatja Lincolnt az áltudomány világába. |                                   |                         |                                             |                      |                      |                  |
| 67 | „One Night in October”            | Egy Októberi Éjszaka    | Alison Schapker & Monica Owusu-Breen        | Brad Anderson        | 2011. szeptember 30. | 3,05             |
| A két világ összefogását ezúttal egy gyilkossági ügy teszi próbára. A másvilágon egy sorozatgyilkost keresnek, és az ottaniak terve, hogy az e világi megfelelőjét átviszi, hátha segít az előkerítésében. |                                   |                         |                                             |                      |                      |                  |
| 68 | „Alone in the World”              | Egyedül a Világban      | David Fury                                  | Miguel Sapochnik     | 2011. október 10.    | 3,18             |
| Egy furcsa gombaszerű lény szedi áldozatai Bostonban. Az áldozatok villámgyorsan elporladnak, amiből Walter egyfajta fertőzésre gondol. Kisvártatva Oliviáék találnak egy kisfiút, akinek két iskolatársa is meghal, és ez a fiú ott volt az esetnél. Hamarosan kiderül, hogy a gyermek fura pszichés kapcsolatban van a lénnyel. Amit ő érez, azt ez az életforma is. Így ha megölnék, vele együtt a kisfiú is meghal. Walteren múlik ismét, hogy ki tudja-e ezt küszöbölni.                                                                              |                                   |                         |                                             |                      |                      |                  |
| 69 | „Subject 9”                       | 9-es tesztalany         | Jeff Pinkner & J. H. Wyman & Akiva Goldsman | Joe Chappelle        | 2011. október 14.    | 3,16             |
| Egy újabb kortexifanos gyermek okoz zavart a városban. Legalábbis a jelek erre utalnak. Egy erős energiahalmazt generálva próbál Oliviára hatni, vagy a közelébe férkőzni. Walter egy újabb régi kísérleti anyagának a segítségével, meg is találják a férfit, ám kiderül, hogy a jelenségért nem ő a felelős. Ettől függetlenül, mert nagy veszélyt hordoz magában, Walterék el akarják pusztítani. |                                   |                         |                                             |                      |                      |                  |
| 70 | „Novation”                        | Megújulás               | J. R. Orci & Graham Roland                  | Paul Holahan         | 2011. november 4.    | 3,21             |
| Peter megjelenik a világunkban, de senki nem emlékszik rá, és nem értik, miért tud annyi mindent a rejtélyügyről. De mert a városban egy alakváltó garázdálkodik, számítanak a segítségére. Peter közreműködésével tetten is érik az idegent, de elkapni nem tudják. Az alakváltó azzal a céllal érkezett, hogy egy szérumot előállíttasson azzal a kutatóorvossal, aki évekig a Massive Dynamic sejt-replikációs kísérleteit vezette. A szérum elkészül.                                                                                                  |                                   |                         |                                             |                      |                      |                  |
| 71 | „And Those We've Left Behind”     | Zavarok az időben       | Robert Chiappetta & Glen Whitman            | Brad Anderson        | 2011. november 11.   | 3,03             |
| Petert továbbra sem ismeri fel senki. Walter egyenesen megtagadja, hogy bármilyen vele kapcsolatos munkában részt vegyen. A férfi megjelenése rendre zavarokat okoz az időben, és ezúttal is egy ilyen ügyben kell közreműködnie. Raymond Green létrehoz egy gépezetet, amivel ideig-óráig képes utazni az időkben. Ám ezzel óriási veszélyt jelent a városra, hiszen számos épület nem létezett, így az időugrásokkal sok száz ember életét veszélyezteti.                                                                                                |                                   |                         |                                             |                      |                      |                  |
| 72 | „Wallflower”                      | A szellemvadász         | Matthew Pitts & Justin Doble                | Anthony Hemingway    | 2011. november 18.   | 2,88             |
| Újabb rejtélyes gyilkosságok történnek a városban. Az áldozatok gyakorlatilag kifehérednek haláluk pillanatában. A jelenség a Massive Dynamic egy régi kísérletére emlékeztet, ahol egy halálos rendellenességgel született gyermeknél egy génmanipulációval elérték, hogy beleolvadhasson a környezetébe, mint a kaméleon. A labor azonban sok-sok éve leégett, és az illetékesek úgy vélték, vele együtt kísérleti alanyok is odavesztek, de úgy tűnik, mégsem.                                                                                          |                                   |                         |                                             |                      |                      |                  |
| 73 | „Back to Where You've Never Been” | Világjárók              | David Fury & Graham Roland                  | Jeannot Szwarc       | 2012. január 13.     | 2,87             |
| Walter nem hajlandó segíteni Peternek a hazajutásban, ezért a fiú meggyőzi Oliviát, hogy átmehessen egy párhuzamos világba, és az ottani Walter segítségét kérje. Petert Lincoln ügynök is elkíséri, ám a másvilágon elfogják őket. Lincoln az ottani ügynököknek elmondja, hogy Walter alakváltókat küld az ő világukba, és ezzel a két univerzum közötti egyezséget sérti. Peter az ügy végére jár, és kiderül, hogy nem Walter a felelős az alakváltókért.                                                                                              |                                   |                         |                                             |                      |                      |                  |
| 74 | „Enemy of My Enemy”               | Az ellenségem ellensége | Monica Owusu-Breen & Alison Schapker        | Joe Chappelle        | 2012. január 20.     | 3,19             |
| Bolivia és Lincoln elkapják David Robert Jonest, a genetikai fegyverkezés szakértőjét. Eleinte nem tudnak mit kezdeni vele, de Peter ajánlkozik, hogy kihallgatja. Elizabeth megpróbálja meggyőzni Waltert, hogy mégis segítsen Peternek visszatérni a saját világába. Walterego összefogást sürget az egyes világok között. |                                   |                         |                                             |                      |                      |                  |
| 75 | „Forced Perspective”              | Kellemetlen nézőpont    | Ethan Gross                                 | David Solomon        | 2012. január 27.     | 3,33             |
| Oliviának még mindig komoly migrén-rohamai vannak és zaklatott September látogatása óta. Hamarosan olyan ügyben kell nyomoznia, ahol egy kamaszlány, Emily előre meglátja emberek halálát és látomásait lerajzolva próbálja figyelmeztetni ?a halálra ítélteket? sorsukra. Kiderül, hogy a lányt korábban a Massive Dynamicsnél is vizsgálták és emiatt Olivia komoly vitába keveredik Ninával. |                                   |                         |                                             |                      |                      |                  |
| 76 | „Making Angels”                   | Angyalok a földön       | Akiva Goldsman & J. H. Wyman & Jeff Pinkner | Charles Beeson       | 2012. február 3.     | 3,19             |
| Broyles nagyon megdöbben, amikor rájön, hogy Astrid engedély nélkül átment Olivia világába, hogy találkozzon alteregójával. Olivia eközben egy gyilkos ügyében nyomoz, aki azt állítja, hogy nagy szenvedésektől menti meg áldozatait azzal, hogy megöli őket. A nyomozásba Bolivia is bekapcsolódik, Walter nem kis bosszúságára.. Eközben a figyelők újra felbukkannak. |                                   |                         |                                             |                      |                      |                  |
| 77 | „Welcome to Westfield”            | Szürkületi zóna         | J. R. Orci & Graham Roland                  | David Straiton       | 2012. február 10.    | 3,05             |
| Egy kisváros felett elhaladó repülőgép valamilyen mágneses interferencia miatt lezuhan. Ugyanebben az időben a közeli autópályán elhaladó kocsik áramellátása megszűnik. Olivia, Walter és Peter a helyszínre érkeznek, és hamarosan azt tapasztalják, hogy a városka lakosai megbolondultak, egymást gyilkolják. Oliviáék csapdába esnek, mertl Westfieldből lehetetlennek tűnik kijutni. |                                   |                         |                                             |                      |                      |                  |
| 78 | „A Better Human Being”            | Szkizofrénia            |                                             | Joe Chappelle        | 2012. február 17.    | 3,00             |
| Peter nagyon megzavarodik, amikor Olivia olyan emlékekről számol be neki, amiket a másik Olivia élt át. Közben a csapat egy újságíró meggyilkolása ügyében nyomoz, mivel egy elmegyógyintézet szkizofrénnek titulált páciense pontosan beszámolt a gyilkosság részleteiről, azt állítva, hogy hallja a gyilkosok gondolatait. Walter úgy véli, rájött, mi történik Oliviával, ezért meglátogatja Nina Sharpot. |                                   |                         |                                             |                      |                      |                  |
| 79 | „The End of All Things”           | Különös látogató        | David Fury                                  | Jeff Hunt            | 2012. február 24.    | 3,08             |
| Walter elmélete szerint Oliviának az utóbbi időben Cortexiphant adagolnak; Broyles kihallgatja Nina Sharpot, aki azonban tagadja, hogy köze lenne az ügyhöz. Eközben David Robert Jones a foglyul ejtett Oliviát zsarolja, hogy kiaknázhassa különleges képességeit. Peter, Walter és Astrid közben különös látogatót kap: az egyik figyelő, Szeptember jelenik meg a laborban. |                                   |                         |                                             |                      |                      |                  |
| 80 | „A Short Story About Love”        | Titkos üzenet           | J. H. Wyman & Graham Roland                 | J. H. Wyman          | 2012. március 23.    | 2,87             |
| Oliviát és a csapatot egy olyan esethez hívják, amely sorozatgyilkosra enged következtetni: már a második özvegyasszonnyal végeznek úgy, hogy az áldozaton rajta hagyják nemrég, gyanús körülmények között elhunyt férje feromonjait. Eközben Walter rájön, hogy a figyelő ráírt egy lakcímet Peter szemgolyójára. Peter a címet követve különös tárgyat talál. Olivia megvallja Peter iránti szerelmét Ninának. |                                   |                         |                                             |                      |                      |                  |
| 81 | „Nothing As It Seems”             | A tátszat csal          | Jeff Pinkner & Akiva Goldsman               | Frederick E. O. Toye | 2012. március 30.    | 3,08             |
| Oliviát mindenféle vizsgálatnak vetik alá, hogy bebizonyítsák: képes továbbra is a Rejtélyügynek dolgozni. A vizsgálatok idejére azonban Broyles szabadságolja, ezért a korábban Peter egy másik idősíkjában felmerülő, ismét napvilágra kerülő Bowman-ügyet most Lincoln vezetésével igyekeznek megoldani. Azonban egy furcsa lény által Lincoln megfertőződik egy vírussal, és amikor Walter elkezdi vizsgálni, összefüggésbe hozza az esetet David Robert Jones-szal.                                                                                   |                                   |                         |                                             |                      |                      |                  |
| 82 | „Everything in Its Right Place”   | Mindent a maga helyén   |                                             | David Moxness        | 2012. április 6.     | 3,01             |
| Lincoln ragaszkodik hozzá, hogy mivel a Rejtélyügy csapatból mindenkinek valamilyen elfoglaltsága van, ő menjen át a túloldalra, hogy segítsen felderíteni egy titokzatos gyilkosság-sorozatot, amelyben csupa bűnözők az áldozatok. Lincoln nem érti, miért nem örül Broyles a jelenlétének, ráadásul ő az, aki az alakváltókról meglévő tudásával segít a gyanúsított elfogásában. Azonban Broyles árulásának katasztrofális következménye van. |                                   |                         |                                             |                      |                      |                  |
| 83 | „The Consultant”                  | A konzultáns            | Christine Lavaf                             | Jeannot Szwarc       | 2012. április 13.    | 2,84             |
| |                                   |                         |                                             |                      |                      |                  |
| 84 | „Letters of Transit”              | Tranzitlevelek          | Akiva Goldsman & J. H. Wyman & Jeff Pinkner | Joe Chappelle        | 2012. április 20.    | 3,03             |
| 2036-ban járunk. A Figyelők húsz évvel ezelőtt átvették az irányítást a Földön és mostanra már teljesen ők felügyelik a bolygót. Az eredeti Rejtély-ügy tagokról úgy hírlik, meghaltak még a kezdeti ellenállás során. Azonban egy fiatal ügynöknő, Henrietta megtalálja a borostyánba zárt Walter-t és harcedzett főnöke, Simon segítségével kiszabadítja. Walter elmeállapota azonban nem tökéletes, ráadásul nem tudja, hol lehetnek a társai. |                                   |                         |                                             |                      |                      |                  |
| 85 | „Worlds Apart”                    | Fényévtávolság          |                                             | Charles Beeson       | 2012. április 27.    | 3,09             |
| Miután a világ több pontján ugyanabban az időben földrengés következik be, a Rejtélyügynél hamarosan rájönnek, hogy ismét David Robert Jones a tettes, aki ütköztetni akarja a két világot, hogy egy harmadikat hozzon létre. Peter hajmeresztő ötlettel áll elő a helyzet megoldására, ami azonban talán örökre elvágja egymástól a két oldalt. Lincoln-t felkeresi egy Nick nevű fiatalember és azt állítja, hogy látomása volt a földrengésekről, mielőtt azok bekövetkeztek. Olivia azonban rájön, hogy ismeri Nick-et.                                |                                   |                         |                                             |                      |                      |                  |
| 86 | „Brave New World (1)”             | Szép új világ 1         | J. H. Wyman & Jeff Pinkner & Akiva Goldsman | Joe Chappelle        | 2012. május 4.       | 2,73             |
| Egy bontás során egy rejtett alagútban találnak egy 10 év körüli gyermeket. Az orvosi vizsgálatok szerint a fiú talán egész életét a föld alatt élte le. |                                   |                         |                                             |                      |                      |                  |
| 86 | „Brave New World (2)”             | Szép új világ 2         | Jeff Pinkner & J. H. Wyman & Akiva Goldsman | Joe Chappelle        | 2012. május 11.      | 3,11             |
| Walter mindent megpróbál, hogy megakadályozza William Bell-t ördögi terve végrehajtásában: hogy ütköztesse a két világot és létrehozzon egy harmadikat, amihez már csak egy erős energiaforrásra van szüksége. Olivia telefonhívást kap Jessicától, a fiatal nő a segítségét kéri, úgy érzi, követik. Azonban amikor Peter és Olivia a sebesült Astrid segítségével eljut a raktárba, ahonnan Walter-t elrabolták, váratlanul szembetalálják magukat egy Figyelővel és Jessicával. Olivia rájön, hogy ő maga milyen kulcsszerepet játszik az eseményekben. |                                   |                         |                                             |                      |                      |                  |

## Ötödik évad: 2012-2013
| Ep# | Cím                                                     | Magyar cím                           | Író(k)                           | Rendező                 | Adásba került        | Néző USA(millió) |
| --- | ------------------------------------------------------- | ------------------------------------ | -------------------------------- | ----------------------- | -------------------- | ---------------- |
| 88 | „Transilience Thought Unifier Model-11”                 | A gondolategyesítő                   | Jeannot Szwarc, Miguel Sapochnik | J. H. Wyman             | 2012. szeptember 28. | 3.12             |
| 2036-ban Péter, Astrid, Walter és Etta kiszabadítják Oliviát a borostyánból. Miután megtürtént, felfedezik Olivia kezében tarja a megfigyelők elleni fegyver megtalásának a kulcsát. Waltert pedig elfogják.                          |                                                         |                                      |                                  |                         |                      |                  |
| 89 | „In Absentia”                                           | Kerülőút                             | Jeannot Szwarc                   | J. H. Wyman, David Fury | 2012. október 5.     | 2.98             |
| Walter agya megsérül Windmark telepatikus szondázása közben, a csapat a régi Harvard laboratóriumba megy... |                                                         |                                      |                                  |                         |                      |                  |
| 90 | „The Recordist”                                         | Fogságban                            | Jeff T. Thomas                   | Graham Roland           | 2012. október 12.    | 2.64             |
| A Megfigyelők elleni harc a csapatot az erdőbe viszi, ahol egy furcsa csoport elkötelezetten rögzíti az emberi történelmet. |                                                         |                                      |                                  |                         |                      |                  |
| 91 | „The Bullet That Saved the World”                       | A golyó, amely megmentette a világot | David Straiton                   | Alison Schapker         | 2012. október 26.    | 2.55             |
| A Fringe csapat nyílt harcának a Megfigyelők ellen pusztító utóhatása van. |                                                         |                                      |                                  |                         |                      |                  |
| 92 | „An Origin Story”                                       | A fekete lyuk                        | P. J. Pesce                      | J. H. Wyman             | 2012. november 2.    | 2.58             |
| Etta halála után Olívia próbál megbirkózni a gyereke elvesztésével, Péter pedig kikérdez egy megfigyelőt akit az Ellenállás fogott el.                                                                                                |                                                         |                                      |                                  |                         |                      |                  |
| 93 | „Through the Looking Glass and What Walter Found There” | Tükörország                          | Jon Cassar                       | David Fury              | 2012. november 9.    | 2.47             |
| Walter egy új nyomot követ ami segíthet a Megfigyelők elleni harcban. Péter a korábbi cselekedete következményével kezd foglalkozni.                                                                                                  |                                                         |                                      |                                  |                         |                      |                  |
| 94 | „Five-Twenty-Ten”                                       | Pillantás a jövőbe                   | Eagle Egilsson                   | Graham Roland           | 2012. november 16.   | 2.70             |
| A csapat követi a kazetta utasításait. Walter egyre többet veszít önmagából. Olívia elkezdi megkérdőjelezni Péter tetteit. |                                                         |                                      |                                  |                         |                      |                  |
| 95 | „The Human Kind”                                        | Az emberi faj                        | Dennis Smith                     | Alison Schapker         | 2012. december 7.    | 2.71             |
| Péter arra törekszik, hogy megölje Windmark parancsnokot. Olívia egy tárgy után kutat ami segíthet egy harcban, ami elvezeti e titokzatos nőhöz...                                                                                    |                                                         |                                      |                                  |                         |                      |                  |
| 96 | „Black Blotter”                                         | A fekete könyv                       | Tommy Gormley                    | Kristin Cantrell        | 2012. december 14.   | 3.12             |
| Walter LSD-hez nyúl, hogy megpróbáljon emlékezni a terv többi részére és szembesül a múltja kísértetével. Eközben Péter és Olívia lenyomozza a rádióadást ami elvezeti őket egy szigetre ahol a terv egy kulcsfontosságú darabja van. |                                                         |                                      |                                  |                         |                      |                  |
| 97 | „Anomaly XB-6783746”                                    | Titkos bázis                         | Jeffrey Hunt                     | David Fury              | 2012. december 21.   | 3.02             |
| A megfigyelő fiúval való kommunikációhoz a csapat Nina Sharp segítségét kéri. |                                                         |                                      |                                  |                         |                      |                  |
| 98 | „The Boy Must Live”                                     | A terv része                         | Paul Holahan                     | Graham Roland           | 2013. január 11.     | 2.44             |
| A csapat újra egyesül Donalddal, aki felvilágosítja öket Walter eredeti tervévéel kapcsolatban. |                                                         |                                      |                                  |                         |                      |                  |
| 99 | „Liberty”                                               | Mentőakció                           | P. J. Pesce                      | Alison Schapker         | 2013. január 18.     | 3.28             |
| Windmark Michaelt a Szabadság-szigeti erődbe viszi. Olívia a kiszabadításhoz a másik oldal segítségét kéri. Szeptember hogy megépítse a szerkezetet December segítségét kéri...                                                       |                                                         |                                      |                                  |                         |                      |                  |
| 100 | „An Enemy of Fate”                                      | Végzetes ellenség                    | J. H. Wyman                      | J. H. Wyman             | 2013. január 18.     | 3.28             |
| ...végül béke köszönt az emberiségre. |                                                         |                                      |                                  |                         |                      |                  |